# Fernando Argüelles
Fernando Argüelles (26 de novembro de 1954) é um cinematógrafo e escritor norte-americano que teve um imenso trabalho na série americana Prison Break (2005), "Prison Break: The Break Final" (2009) e Intruder (1989).
Ele estudou no Centro Para Estudos Avançados De Cinema, (American Film Institute) e graduou-se em 1986.

## Filmografia
- Grimm – 2014-2015
- Hemlock Grove – 2013
- Breakout Kings – 2012
- Prison Break – 2006-2009